# Цајтгајст: Прилог
Цајтгајст: Прилог (енгл. Zeitgeist: Addendum) је други филм Питера Џозефа из серијала филмова Цајтгајст (Дух времена). Филм је на интернету био доступан 3. октобра 2008. године. Након приказивања овог филма оформљен је покрет Цајтгајст (енгл. "The Zeitgeist Movement") се циљем да помогне реализацији Венус пројекта чији су циљеви приказани у филму.

## Радња
Филм је по темама којима се бави подељен на 4 дела.

### Први део
У првом делу филма Питер Џозеф се бави анализом стварања новца и његовог тока. У филму се тврди да већина новца данас не представља ресурсе, већ камате дугова који су настали да би се одржао данашњи систем. Тим процесом константног задуживања и стварања новца само да би се отплатили дугови, богати се изузетно мали број људи који контролишу банке и корпорације, док они сиромашни постају још сиромашнији.

### Други део
У другом делу вођен је интервју са Џоном Перкинсом (енгл. "John Perkins"). Он је, како тврди, радио за америчку владу као економски убица. Његов посао је био да присили председнике земаља у развоју да прихвате велике позајмице, које те земље нису могле да отплате. Са позајмљеним новцем државе би се „развијале“ на тај начин што америчке корпорације почињу да продају своје производе у тим државама. Потом би државе у циљу отплате дуга продавале Америци своја богатства по врло ниским ценама.

### Трећи део
Трећа целина овог филма упознаје гледаоце са Жаком Фрескоом и Венус пројектом. Венус пројекат представљен је као решење проблема са којим се друштво данас суочава. Највише пажње Питер Џозеф је посветио технолошким циљевима Венус пројекта кроз приказ транспорта и енергије будућности.

### Четврти део
Четврти део поново скреће пажњу људи на проблеме са којима се суочавамо. Овај део позива људе да се промене и схвате симбиотичку везу нас и наше планете.